# Ботафого (футбольный клуб, Рибейран-Прету)
«Ботафого» Рибейран-Прету (порт. Botafogo Futebol Clube (SP)) — бразильский футбольный клуб из города Рибейран-Прету в штате Сан-Паулу. Часто эту команду называют просто «Ботафого Сан-Паулу» — по принадлежности к штату, дабы отличить от гранда бразильского футбола — «Ботафого» из Рио-де-Жанейро.

## История
Клуб был основан 12 октября 1918 года в результате слияния трёх городских команд Рибейран-Прету: «Униан Паулистано», «Тиберенсе» и ФК «Идеал». Название было дано в честь клуба «Ботафого» из Рио-де-Жанейро. Первым президентом клуба стал глава «Железнодорожной компании Можиана» Жоакин Гальяно.
В 1962 году команда устроила турне по Аргентине, в ходе которого выиграла девять матчей, три раза сыграла вничью и лишь дважды проиграла. Среди матчей выделяются победы над «Бокой Хуниорс» (2:1) и над «Эстудиантесом» (5:2).
В 1968 году клуб стал выступать на 50-тысячном стадионе «Санта-Круз».
В 1999—2001 годах клуб выступал в Серии А Бразилии, но затем наступил регресс и «Ботафого» постепенно стал опускаться в системе бразильских лиг. В 2015 году команда завоевала первый национальный титул, выиграв бразильскую Серию D.
В 2021 году команда играла в Серии C чемпионата Бразилии.

## Достижения
- Вице-чемпион штата Сан-Паулу (1): 2001
- Чемпион Серии D Бразилии (1): 2015
- Вице-чемпион Серии B Бразилии (1): 1998
- Вице-чемпион Серии C Бразилии (1): 1996